# 84015 Efthymiopoulos
84015 Efthymiopoulos este o planetă minoră (asteroid) din centura de asteroizi. A fost descoperită pe 5 august 2002 la  de Campo Imperatore Near-Earth Object Survey⁠(d). 
Obiectul prezintă o orbită caracterizată de o semiaxă mare de 2,3656061635621 UAi, o excentricitate de 0,15, o înclinație de 5,2884210854461 ° în raport cu ecliptica.